# Anna-Maria Müller

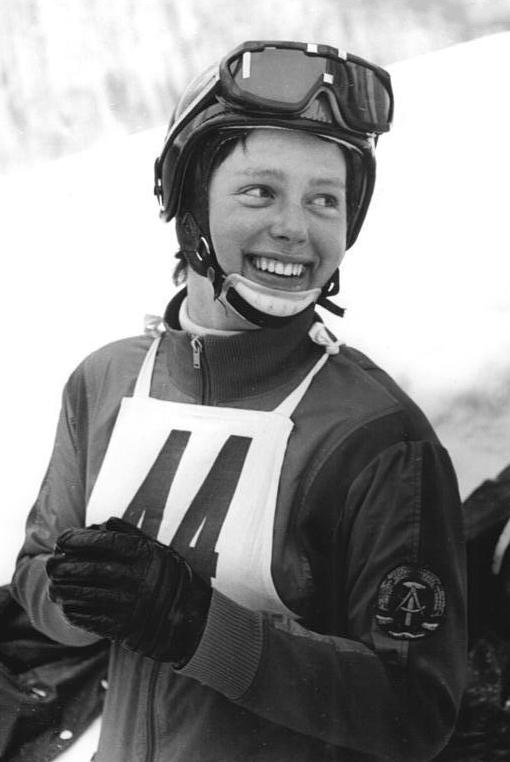
Anna-Maria Müller 1971 in Oberwiesenthal beim II. Internationalen Mitropa-Pokal

Anna-Maria Müller, später verehelichte Anna-Maria Murach, (* 23. Februar 1949 in Friedrichroda; † 23. August 2009 in Berlin) war eine deutsche Rennrodlerin.

## Leben und sportliche Entwicklung
Anna-Maria Müllers Eltern kamen nach dem Zweiten Weltkrieg als Heimatvertriebene aus dem Riesengebirge in die Rodelhochburg Friedrichroda nach Thüringen. Eine Werbeaktion an ihrer Schule führte sie zum Rennrodeln, wo ihr Trainer Hugo Oberhoffner auf der Spießbergbahn diverse Talente trainierte. Im Jahr 1966 wurde die für den SC Traktor Oberwiesenthal startende Müller Vizeeuropameisterin bei den Juniorinnen, 1967 zum ersten Mal DDR-Meisterin, was sie 1969 wiederholen konnte. Bei der Weltmeisterschaft 1967 stürzte sie. Bei den Olympischen Spielen in Grenoble 1968 wurde sie hinter Ortrun Enderlein zunächst Zweite, wurde jedoch, genauso wie die Siegerin, wegen des Vorwurfs eines unerlaubten Erhitzens der Kufen ihres Rennschlittens disqualifiziert. 1969 wurde sie Vizeweltmeisterin, 1970 Europameisterin und WM-Vierte. 1972 folgte auf eine Bronzemedaille bei der Europameisterschaft der Sieg bei den Olympischen Spielen 1972 in Sapporo. Im selben Jahr wurde sie mit dem Vaterländischen Verdienstorden in Gold ausgezeichnet.
Nach den Olympischen Spielen beendete sie ihre Laufbahn und ihr Pharmazie-Studium. Danach war sie als Diplompharmazeutin in der Apotheke „Berliner Bär“ am Strausberger Platz in Berlin tätig. Anna-Maria Murach war Mutter zweier Kinder.